# Майдан-Головчинский
Майдан-Головчинский (укр. Майдан-Головчинський) — село на Украине, находится в Жмеринском районе Винницкой области.
Код КОАТУУ — 0521082606. Население по переписи 2001 года составляет 24 человека. Почтовый индекс — 23120. Телефонный код — 4332.
Занимает площадь 0,15 км².

## Адрес местного совета
23120, Винницкая область, Жмеринский р-н, с. Кармалюково, ул. Центральная